# Martijn Lakemeier

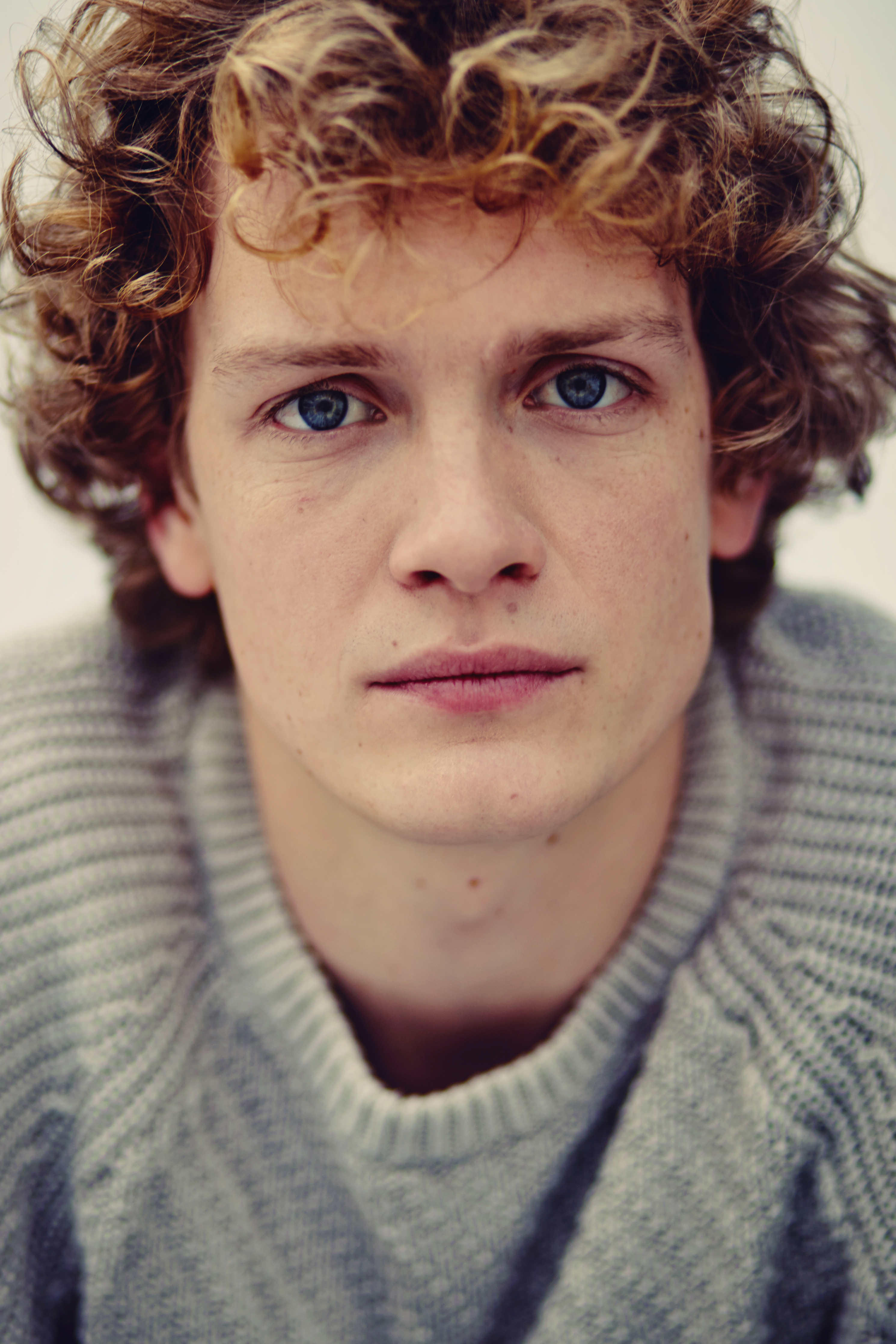
Martijn Lakemeier (2016)

Martijn Lakemeier (* 17. September 1993 in Zwijndrecht, Niederlande)
ist ein niederländischer Schauspieler.

## Leben
Lakemeier übernahm 2008 mit „Michiel“ die Hauptrolle im Film Oorlogswinter. Der Film ist auch unter den Titeln Winter in Wartime und Mein Kriegswinter bekannt und wurde 2009 unter anderem für den Filmpreis Satellite Award nominiert. Lakemeier erhielt 2009 für seine Darstellung des Michiel den Preis Goldenes Kalb des niederländischen Film Festival, sowie den Rembrandt Award als bester niederländischer Schauspieler.
Ein Jahr später übernahm er eine Rolle im Film Lover or Loser des Regisseurs Dave Schram.
Im Rahmen der Berlinale 2021 wird Lakemeier als European Shooting Star ausgezeichnet.

## Filmografie (Auswahl)
- 2008: Mein Kriegswinter (Oorlogswinter)
- 2009: Lover of Loser (International: Lover or Loser)
- 2012: Oben ist es still (Boven is het stil)
- 2014: Zomer – Nichts wie raus! (Zomer)
- 2015: Die getäuschte Frau (Zurich)
- 2016: Adios Amigos
- 2020: De Oost
- 2022: Marie Antoinette (Fernsehserie)
- 2023: Happy Ending
- 2024 Máxima

## Auszeichnungen
Nederlands Film Festival
- 2021: Nominierung als Bester Hauptdarsteller – Film (De Oost)